# Serengeti (gato)
El gato Serengeti es un felino híbrido, producto del cruce entre un gato bengala (Prionailurus bengalensis × Felis silvestris catus) y un gato oriental (Felis silvestris catus). La raza aún se encuentra en fases de desarrollo, aunque el objetivo final era producir un gato que tenga la apariencia de un serval, sin utilizar a ningún gato salvaje, finalmente concluido con esta nueva raza.

## Orígenes
Esta raza es relativamente nueva y sigue creciendo rápidamente. El objetivo era crear una raza de gato doméstico con la apariencia de un serval. Para ello, se cruzaron a un padre Bengala (híbrido entre un gato de bengala) y una madre oriental.
Es reconocido por la TICA (The International Cat Association en inglés) desde el 2001 y también es reconocido por la LOOF (Livre officiel des origines félines en francés) como una "nueva generación" de felinos.

## Características
Los Serengeti tienen manchas negras, con el lomo gris o café (dependiendo de sus padres), tienen patas largas y orejas muy grandes, a diferencia de los gatos domésticos. Los machos son, por lo general, ligeramente más grandes y pesados que las hembras y pueden pesar hasta 7 kilogramos, las hembras generalmente pesan entre 4 y 6 kg .